# Districte municipal de Trakai
El districte municipal de Trakai (en lituà: Trakų rajono savivaldybė) és un dels 60 municipis de Lituània, situat dins del comtat de Vílnius. La seva capital és la ciutat de Trakai.

## Història

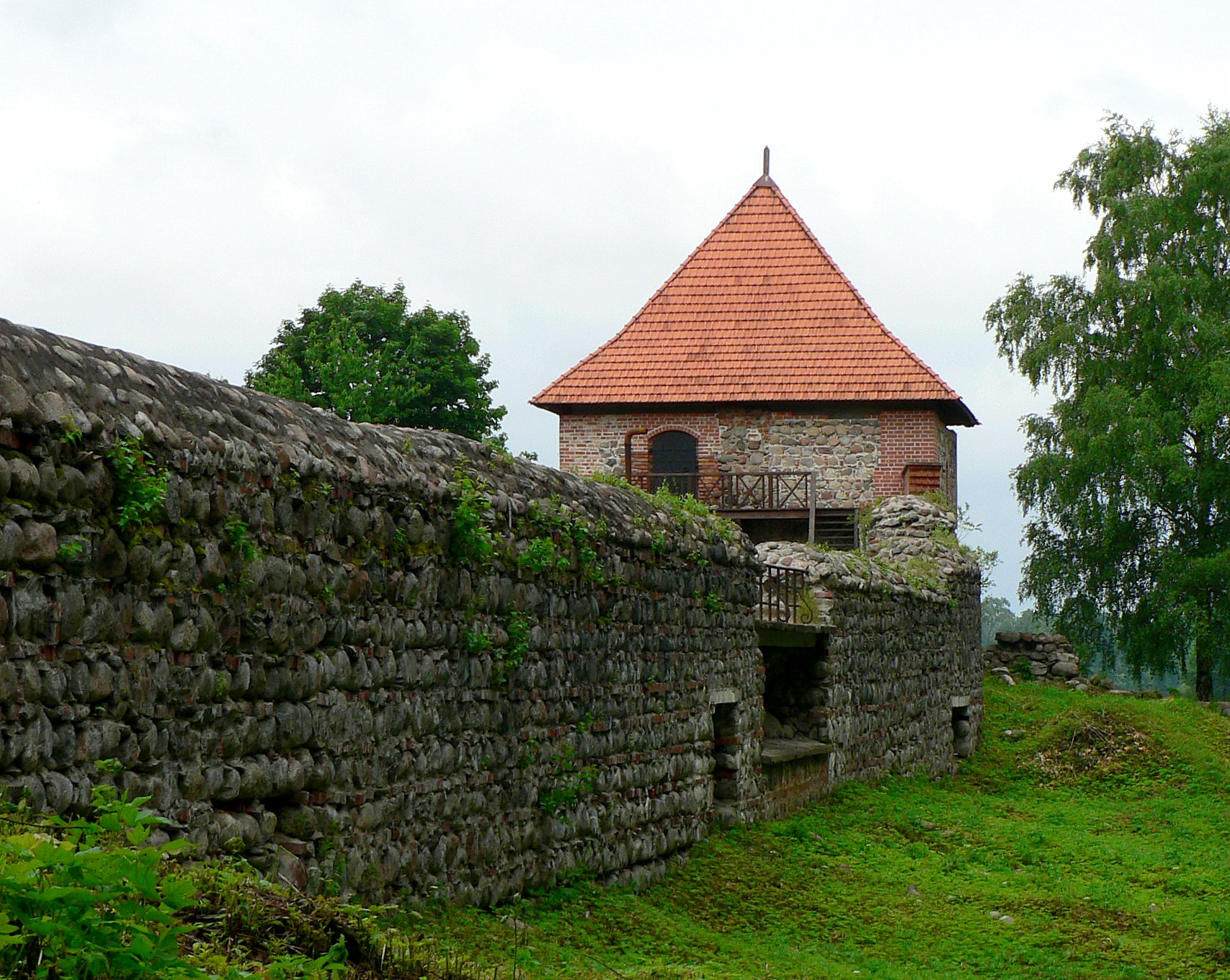
Castell de la península de Trakai

El districte de Trakai va ser significatiu a començaments de la seva història a causa del Castell de Saneiki Trakai construït pel Gran Duc de Lituània Gediminas al segle xiii. Molts altres castells es van fer per la zona després d'aquest, incloent el Castell de la península de Trakai i el Castell de l'illa de Trakai. Durant molts anys, s'ha distingit de gran part de la resta de Lituània en què d'altres grups ètnics com els karaïm, els tàrtars, els russos i els polonesos viuen als voltants.

## Seniūnijos del districte

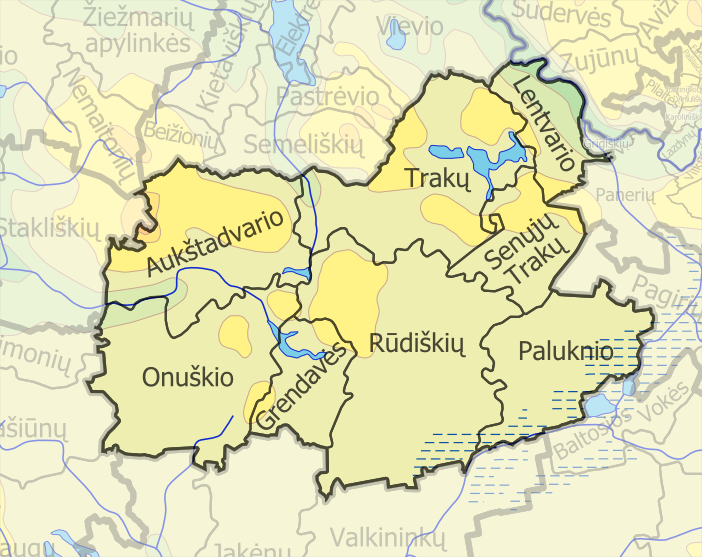
Mapa dels seniūnijos del districte municipal de Trakai

- Aukštadvario seniūnija Aukštadvaris)
- Grendavės seniūnija (Grendavė)
- Lentvario seniūnija (Lentvaris)
- Onuškio seniūnija (Onuškis)
- Paluknio seniūnija (Paluknys)
- Rūdiškių seniūnija (Rūdiškės)
- Senųjų Trakų seniūnija (Senieji Trakai)
- Trakų seniūnija (Trakai)